# البيطاش
البيطاش هي منطقة سكنية تقع في حي العجمي غرب مدينة الإسكندرية في مصر، تتكون من شياختين هما شياخة البيطاش شرق، وشياخة البيطاش غرب، يحدها من الشرق منطقة الدخيلة ومن الغرب منطقة الهانوفيل، ترجع تسمية منطقة البيطاش إلى الكلمة القبطية "بي-تاش ⲡⲓⲧⲁϣ" والتي تعني الحدود، وشاطئ بيانكي بالمنطقة نسبة إلى المواطن السويسري اشيل بيانكي والذي أسس شركة بيانكي لمواد البناء وتقسيم الأراضي سنة 1952.